# Le occasioni
Le occasioni è una raccolta di poesie di Eugenio Montale (1928-1939), apparsa per la prima volta presso l'editore Einaudi nell'ottobre 1939: si tratta di una raccolta di 50 poesie, cui se ne aggiunsero altre quattro nella seconda edizione del 1940. 
La maggior parte di esse erano state man mano pubblicate in varie riviste e già nel 1932 cinque testi avevano costituito un opuscolo dal titolo La casa dei doganieri e altri versi.

## Struttura
La raccolta presenta una struttura formata da quattro sezioni : dopo una poesia introduttiva, Il balcone, i testi sono raggruppati in quattro parti, numerate progressivamente con numeri da I a IV. Solo la II sezione ha un nome, Mottetti, e include 20 brevi componimenti; la terza, comunque priva di nome, comprende tre poesie dal comune titolo di Tempi di Bellosguardo.
La dedica iniziale "a I.B." è riferita a Irma Brandeis, che è presente nell'opera nella trasfigurazione poetica del personaggio di Clizia. Sempre di origine ebraica sono altre protagoniste delle liriche, come Dora Markus, Gerti Frankl e Liuba di Liuba che parte; tra esse, oltre a Irma Brandeis, Montale conobbe personalmente soltanto Gerti.

## Edizioni
- La casa dei doganieri e altri versi, Vallecchi Editore, Firenze, 1932.
- Le occasioni, Torino, Einaudi, 1939; 2ª ed. accresciuta 1940; 3ª ed. 1942; 4ª ed. 1943; 5ª ed. 1945 (con copertina illustrata da un'incisione di Francesco Menzio).
- Le occasioni. 1928-1939, collana Lo "Specchio", Milano, Mondadori, 1949.
- Le occasioni, in L'opera in versi, edizione critica a cura di Rosanna Bettarini e Gianfranco Contini, collana i millenni, Torino, Einaudi, 1980.
- Le occasioni, a cura di Dante Isella, collana Nuova raccolta di classici italiani annotati, Torino, Einaudi, 1996, ISBN 88-06-12614-8.
- Le occasioni, commento e cura di Tiziana Rogatis, saggio critico di Luigi Blasucci, scritto di Vittorio Sereni, collana Oscar poesia del Novecento, Milano, Mondadori, 2011, ISBN 978-88-04-52595-0; Collana Lo Specchio, Mondadori, 2018, ISBN 978-88-047-0064-7.